# Thirty Miles West
Thirty Miles West è un album in studio del cantante di musica country statunitense Alan Jackson, pubblicato nel 2012.

## Tracce
1. Gonna Come Back as a Country Song – 3:02 (Terry McBride, Chris Stapleton)
2. You Go Your Way – 3:18 (Troy Jones, David Lee, Tony Lane)
3. Everything but the Wings – 4:44 (Alan Jackson)
4. Talk Is Cheap – 3:48 (Guy Clark, Stapleton, Morgane Hayes)
5. Look Her in the Eye and Lie – 3:48 (Jackson)
6. So You Don't Have to Love Me Anymore – 3:42 (Jay Knowles, Adam Wright)
7. Dixie Highway (con Zac Brown) – 7:24 (Jackson)
8. She Don't Get High – 4:12 (Clint Daniels, Jeff Hyde, Kylie Sackley)
9. Her Life's a Song – 4:25 (Jackson)
10. Nothin' Fancy – 3:12 (Knowles, Wright)
11. Long Way to Go – 3:39 (Jackson)
12. Life Keeps Bringing Me Down – 3:04 (Al Anderson, Shawn Camp)
13. When I Saw You Leaving (For Nisey) – 4:04 (Jackson)